# Курсанов, Лев Иванович
Лев Ива́нович Курса́нов (1877—1954) — советский учёный-ботаник, альголог и миколог, организатор кафедры низших растений Московского университета, заслуженный деятель науки РСФСР (1942).

## Биография
Родился 25 января (6 февраля) 1877 года в деревне Кулаково Владимирской губернии в зажиточной крестьянской семье, из которой также произошёл химик Николай Курсанов (1874—1921), первооткрыватель циклогексилбензола.
Учился в Московском университете, в 1900 году окончил естественное отделение физико-математического факультета. В 1902 году от жены Любови Васильевной родился сын Андрей, впоследствии ставший биохимиком и академиком АН СССР. В 1915 году Лев Иванович получил степень магистра. Работал на кафедре лаборантом, затем преподавал в должности ассистента, приват-доцента, с 1918 года — профессора.
На протяжении многих лет Л. И. Курсанов занимался изучением ржавчинных грибов. В 1918 году он возглавил только что организованную кафедру низших растений Московского университета, был её руководителем вплоть до конца своей жизни. При его участии были организованы исследования и преподавание фитопатологии, особенностям дереворазрушающих грибов, антибиотикам.
Лев Иванович Курсанов — автор нескольких важнейших учебных пособий по микологии (в том числе первого в СССР учебника — в 1933 году) и низшим растениям в общем. 
В годы Великой Отечественной войны Курсанов трудился над вопросом использования зерновых продуктов, повреждённых в условиях военной обстановки. Исследования Курсанова и А. И. Опарина позволили расшифровать превращения, происходящие на различных этапах переработки чайного листа, и дали возможность построить рационально обоснованную систему биохимического контроля производства, повышающую выход высококачественного продукта.
С 1942 года он занимался подготовкой многотомного «Определителя низших растений». Книга была выпущена в 1953—1960 годах, причём последние тома вышли уже после смерти главного редактора.
Лев Иванович Курсанов скончался 11 декабря 1954 года. Похоронен на Новодевичьем кладбище рядом со своим старшим братом и сыном.

## Награды
- Орден «Знак Почёта» (1940)
- Орден Трудового Красного Знамени (08.02.1947)
- Орден Ленина (1951).

## Некоторые научные публикации
- Курсанов Л.И. Бурые и красные водоросли. — М.: Изд-во МГУ, 1927. — 102 с.
- Курсанов Л.И. Микология. — М.—Л.: Сельхозгиз, 1933. — 436 с.
- Курсанов Л.И. Пособие по определению грибов из родов Aspergillus и Penicillium. — М.: Медгиз, 1947. — 113 с.
- Определитель низших растений / Л.И. Курсанов, М.М. Забелина, К.И. Мейер [и др.]; под общ. ред. проф. Л.И. Курсанова. — М.: Сов. наука, 1953. — Т. 1: Водоросли. — 395 с.
- Определитель низших растений / И.А. Киселев, А.Д. Зинова, Л.И. Курсанов; под общ. ред. проф. Л.И. Курсанова. — М., 1953. — Т. 2: Водоросли. — 309 с.
- Определитель низших растений / Л.И. Курсанов, Н.А. Наумов, Н.А. Красильников, М.В. Горленко; под общ. ред. проф. Л.И. Курсанова. — М.: Сов. наука, 1954. — Т. 3: Грибы. — 453 с.
- Определитель низших растений / Л.И. Курсанов, Н.А. Наумов, М.К. Хохряков и др.; под общ. ред. проф. Л.И. Курсанова. — М.: Сов. наука, 1956. — Т. 4: Грибы. — 449 с.
- Определитель низших растений / Н.А. Комарницкий, М.П. Томин, Н.А. Красильников; под общ. ред. проф. Л.И. Курсанова. — М.: Высшая школа, 1960. — Т. 5: Лишайники, бактерии и актиномицеты. — 449 с.

## Некоторые виды, названные в честь Л. И. Курсанова
- Kurssanovia Pidopl., 1948 [= Fusariella Sacc., 1884]
- Kurssanovia Kravtzev, 1955, nom. illeg.
- Camarosporium kursanovii Mekht., 1962
- Chaetomium kurssanovianum Beliakova, 1954 [≡ Melanospora kurssanoviana (Beliakova) Czerepan., 1962]
- Debaryomyces kursanovii Kudryavtsev, 1960
- Mucor kurssanovii Milko & Beliakova, 1967 [= Mucor circinelloides Tiegh., 1875]
- Penicillium kurssanovii Chalab., 1950